# Monarchie non souveraine
Une monarchie non souveraine, une monarchie infranationale ou une monarchie constituante est une forme de gouvernement monarchique dans laquelle l'autorité du roi, à la tête d'un territoire ou d'un groupe ethnique, ainsi que l'ensemble du régime, sont subordonnés à une puissance supérieure. 
Cette configuration se retrouve historiquement dans les États constitutifs de l’Empire allemand, ou dans les principautés de l’Empire indien durant la période de la domination britannique. Elle peut également se rencontrer dans des exemples contemporains, tels que celui du roi zoulou, dont l’autorité émane de la Constitution sud-africaine, illustrant ainsi l’existence d’une monarchie subordonnée aux normes constitutionnelles supérieures.

## Structure et formes

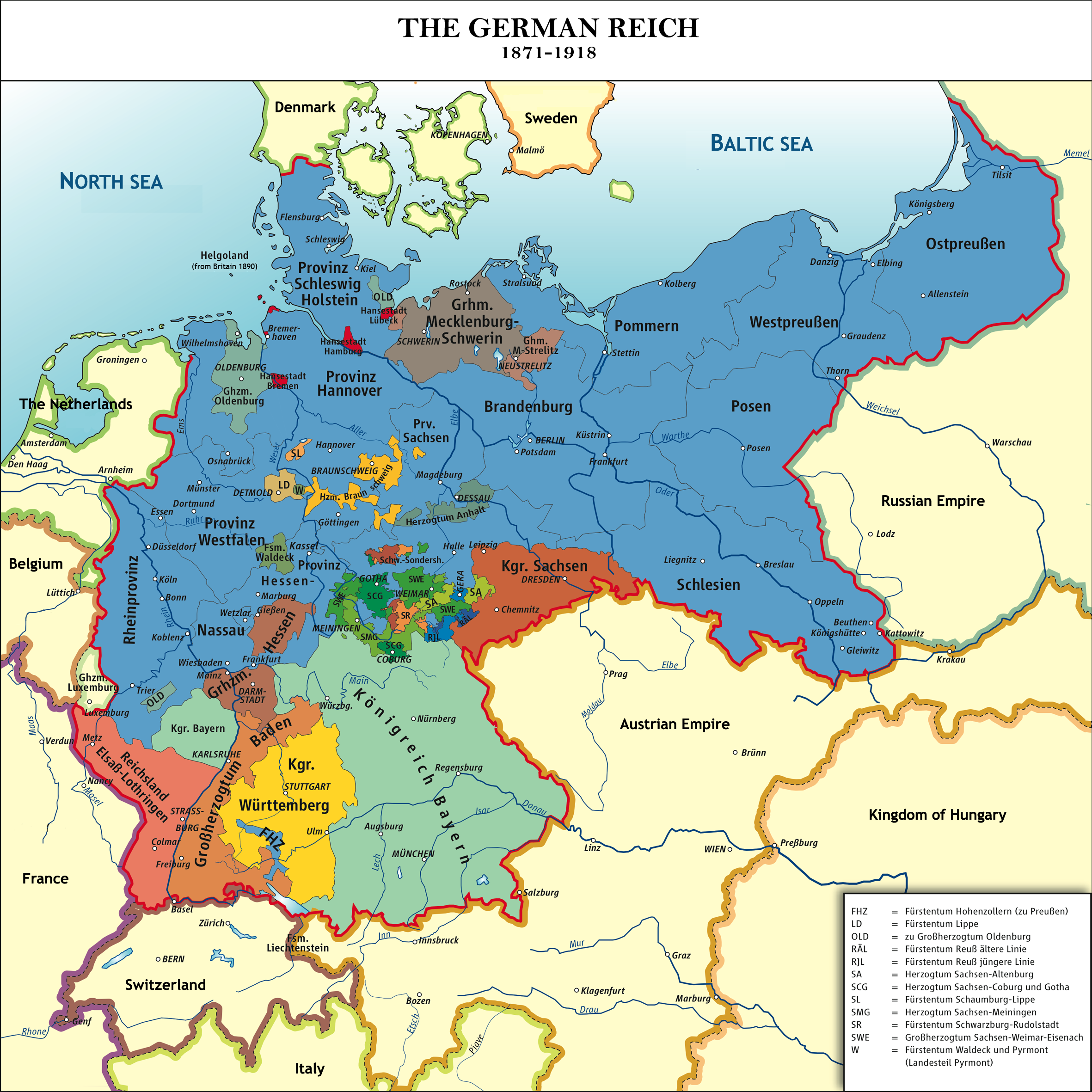
Les États constitutifs de l'Empire allemand (une monarchie fédérale).

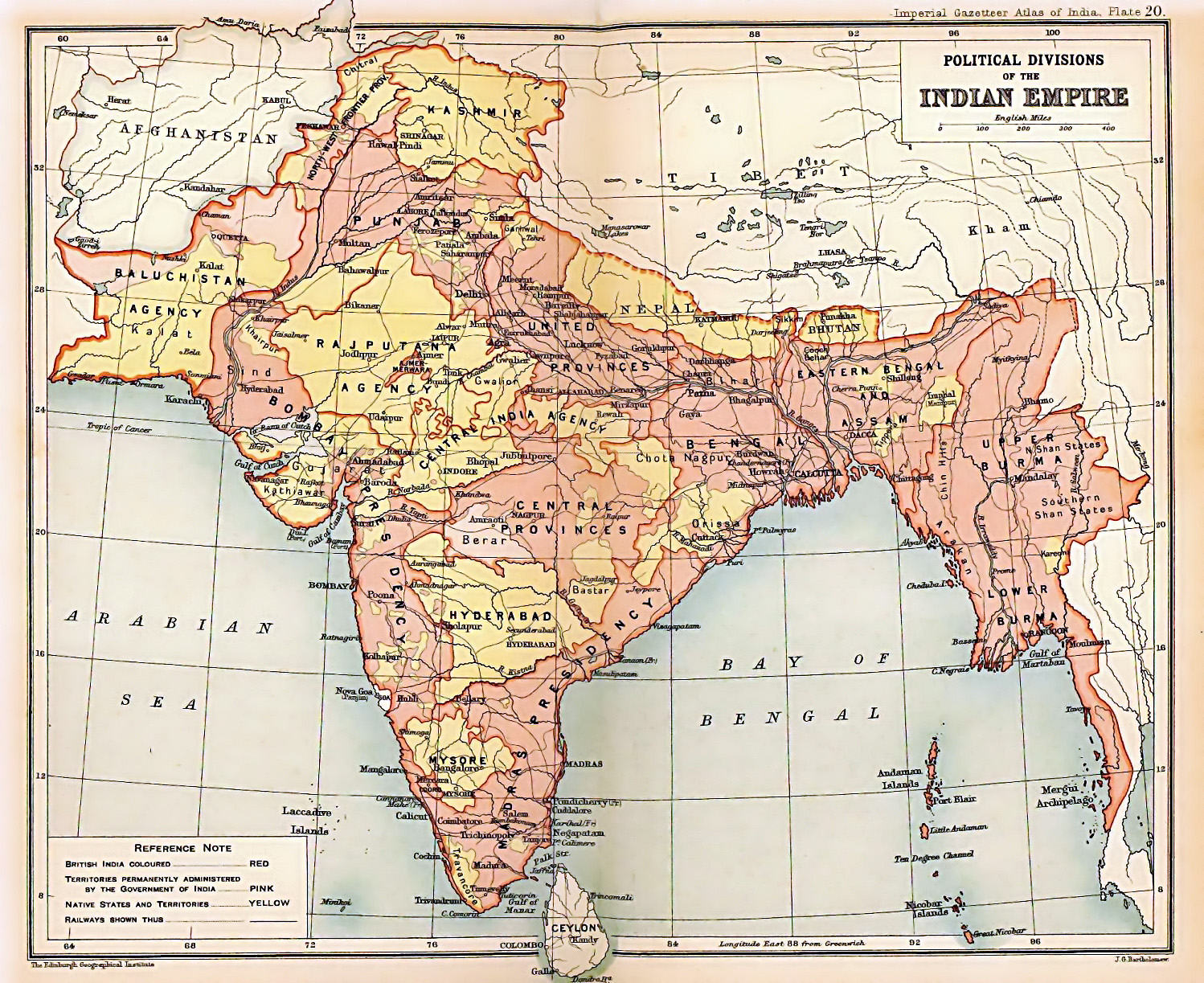
L'Inde britannique et les États princiers de l'Empire indien. Les États princiers (en jaune) étaient des territoires souverains de princes indiens qui étaient pratiquement suzerains de l'empereur de l'Inde, qui était en même temps le monarque britannique, dont les territoires étaient appelés Inde britannique (en rose) et occupaient une vaste partie de l'empire.

### Afrique du Sud

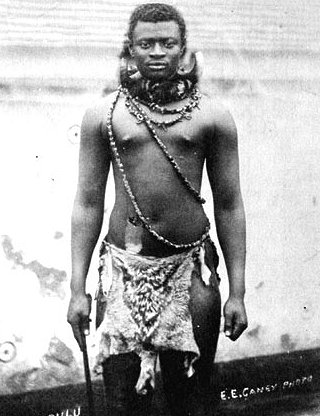
Dinzulu kaCetshwayo, le dernier roi d'un État zoulou indépendant, en 1883.

### Émirats arabes unis

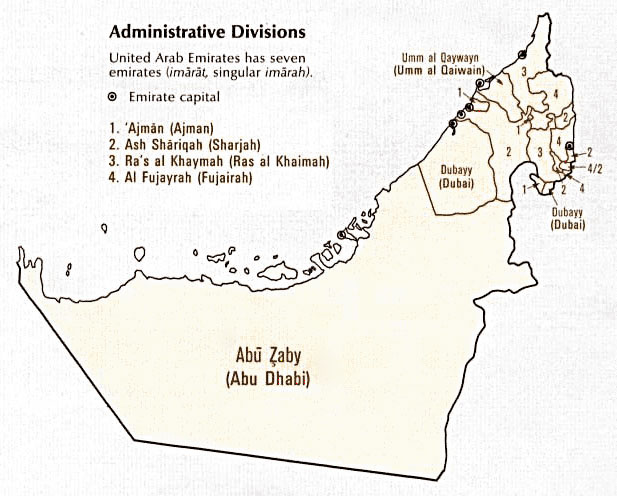
Subdivisions des Émirats arabes unis.

## Institutions contemporaines

### France

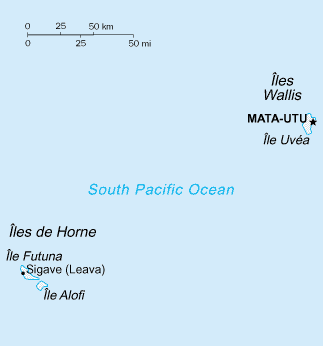
Les îles composant Wallis et Futuna.

Le territoire fut incorporé à la France en 1888, et placé sous l'autorité d'une autre colonie, la Nouvelle-Calédonie. En 1959, les habitants des îles, par le biais d'un référendum, se prononcèrent en faveur de leur transformation en collectivité d'outre-mer, une décision mise en œuvre en 1961. Cette collectivité est régie sous la forme d'une république parlementaire, dans laquelle les citoyens élisent une Assemblée territoriale dont le président exerce les fonctions de chef du gouvernement. Celui-ci est assisté par un cabinet, le Conseil du territoire, composé de trois rois ainsi que de trois ministres nommés. En dépit de leurs fonctions parlementaires restreintes, les rois conservent une certaine autorité au regard des systèmes juridiques coutumiers en vigueur dans les différents royaumes, qui conservent une compétence relative, notamment dans les domaines du droit civil.

### Nouvelle-Zélande

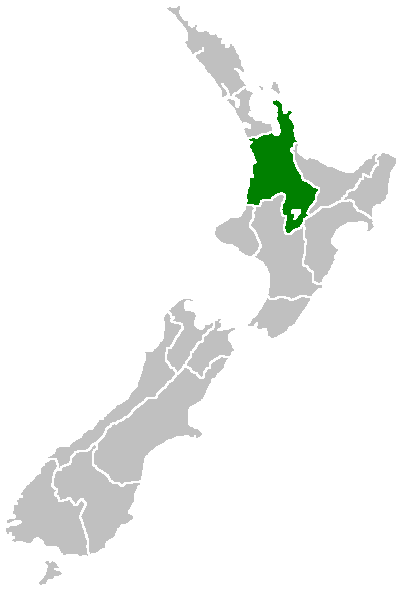
Waikato, la patrie des rois maoris.

Le monarque maori ne porte pas de couronne physique : l’accession au pouvoir, ou « couronnement », s’accomplit par un simple geste symbolique, consistant à tapoter le front du nouvel élu avec une Bible. Cette même Bible, utilisée depuis l’accession au pouvoir de Te Wherowhero, demeure un élément sacré et immuable dans la cérémonie.
Le huitième et actuel souverain des Maoris est la reine Nga Wai Hono i te po Paki. Elle fut intronisée le 5 septembre 2024, à la suite du décès, survenu le 30 août, de son prédécesseur et père, le roi Tūheitia.

### Ouganda

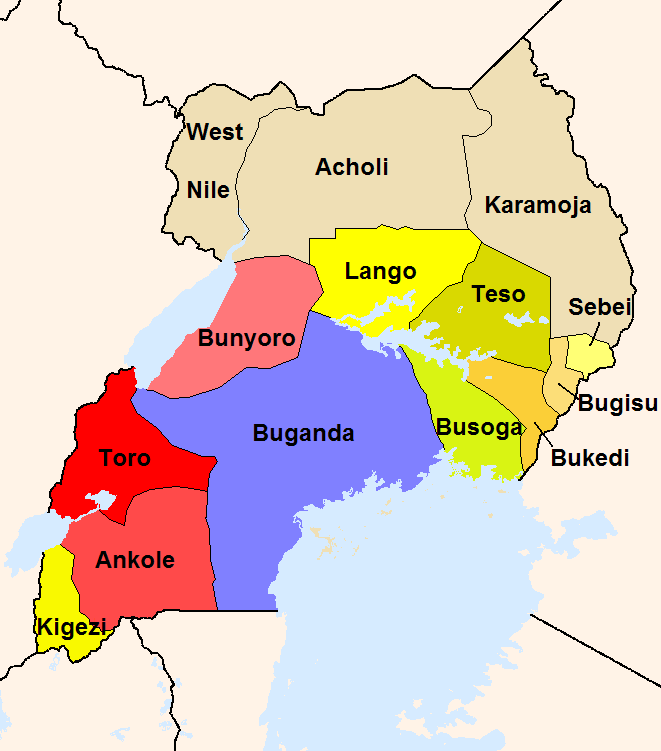
Les divisions administratives du Protectorat britannique de l'Ouganda, y compris cinq des six royaumes actuels.

Un mouvement sécessionniste se manifesta durant les premières années de l'indépendance de l'Ouganda, et après la publication d'un rapport gouvernemental en 2005, indiquant que la majorité des habitants de la région se montraient favorables à la restauration d'une monarchie sous le nom de Rwenzururu, le royaume fut officiellement reconnu par le cabinet ougandais le 17 mars 2008.